# Aramis
Cet article concerne le personnage des Trois Mousquetaires. Pour les autres usages, voir Aramis et Henri d'Aramitz.
Aramis est un personnage de fiction créé par Alexandre Dumas dans son roman Les Trois Mousquetaires et inspiré d'Henri d'Aramitz.
L’Aramis d'Alexandre Dumas ne doit, semble-t-il, à celui de l’Histoire (Henri d'Aramitz, dont on ignore les dates de naissance et de mort, Aramits étant un village béarnais) que son nom et l’idée d’une vocation ecclésiastique.

## Biographie

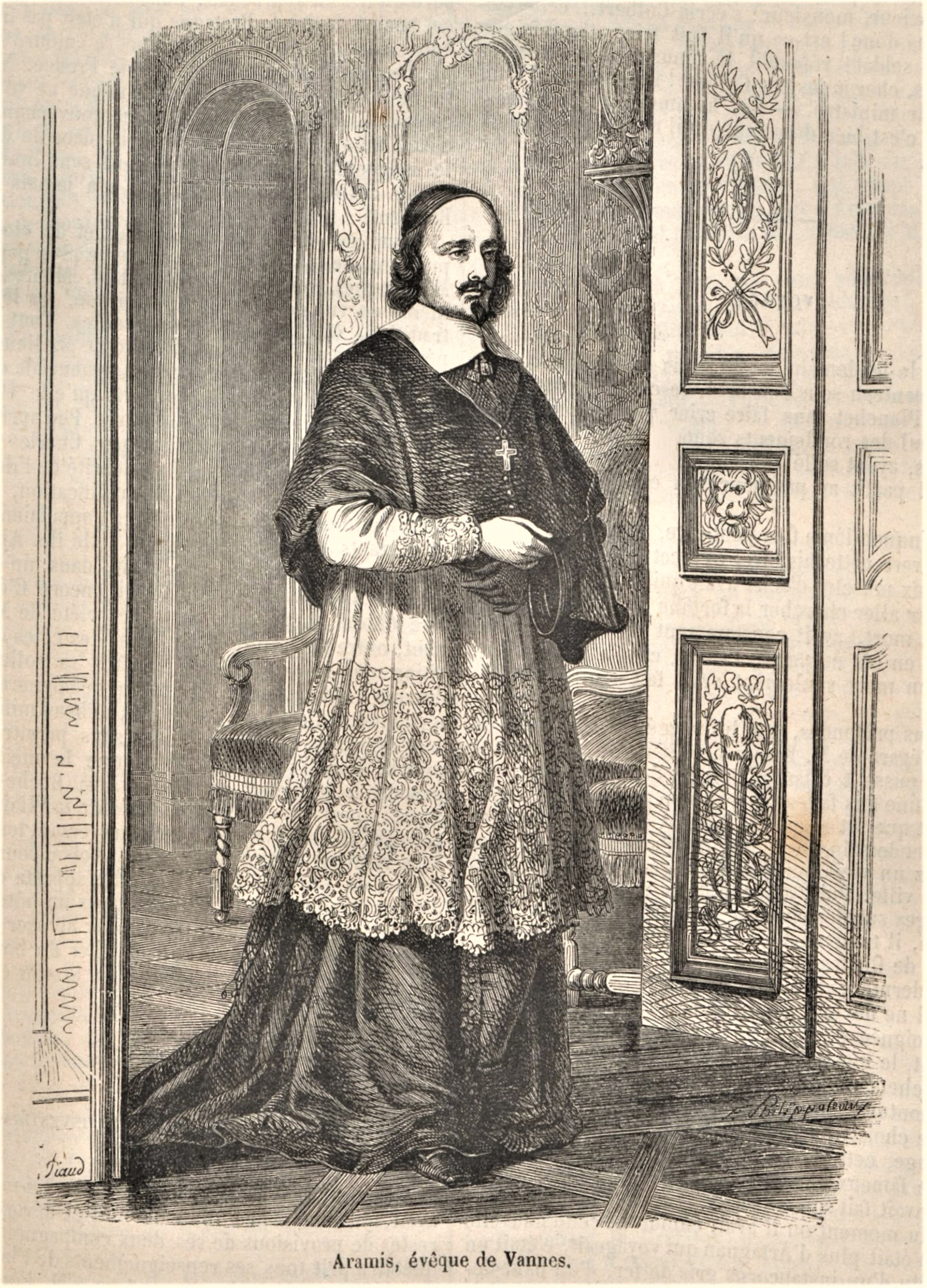
Aramis, évêque de Vannes dans Le Vicomte de Bragelonne.
Illustration de Philippoteaux gravée par Piaud, 1852.

Le personnage de Dumas se nomme le chevalier d'Herblay, Aramis étant un nom de guerre. Son prénom, René, est mentionné dans Vingt Ans après.
Aramis, malgré sa vocation religieuse, ne manque jamais la moindre occasion de jeter le code religieux aux orties : il reprend la religion après sa blessure dans l'affaire des ferrets et la quitte aussitôt qu'il reçoit la lettre de la duchesse de Chevreuse, il commande un festin de roi, alors qu'il prépare sa thèse, il « donne un coup de pied à un homme et salue une femme », il traîne dans toutes les intrigues en tout genre (femmes, politique, pouvoir, armée), il n'hésite jamais à tuer, il abuse même ouvertement de ses privilèges d'ecclésiastique (par exemple, dans Vingt Ans après, il fait un discours incendiaire incitant la foule à lapider un noble qui s'est moqué de lui pendant la messe) et se moque de ses devoirs religieux (plus tard, alors qu'il vient d'affronter ce même noble en duel, d'Artagnan lui demande s'il l'a tué, ce à quoi Aramis répond cyniquement : « Je ne sais pas. De toute façon, je lui avais, au préalable, donné l'absolution in articulo mortis »).
Tout au long des trois romans, il devient clair qu'Aramis est un visionnaire qui a compris l'importance du pouvoir religieux. Son ascension dans les rangs des Jésuites sert à lui offrir un pouvoir supérieur à celui du roi en tant que supérieur général de la Compagnie de Jésus : son rôle-clef dans le complot de l'homme au masque de fer (dans Le Vicomte de Bragelonne) le prouve une fois de plus (« À vous la couronne, à moi la tiare. »). Il tente de détrôner Louis XIV pour le remplacer par son frère jumeau : son complot est cependant déjoué par Nicolas Fouquet, qui refuse d'y participer et délivre le roi.
En outre, Aramis joue de son prestige auprès des femmes pour accroître son pouvoir. Ainsi, dans les trois mousquetaires, il a une liaison avec la duchesse de Chevreuse qui lui permet d'avoir accès à des intrigues de cour. Pour tenter de sauver Buckingham, il lui envoie une lettre qu'elle transmet à la reine pour que celle-ci avertisse Buckingham. Dans Vingt Ans après, il a une liaison avec la duchesse de Longueville, une frondeuse, avec qui il a sûrement un fils dont il obtient que le roi en sera le parrain. Seul dans Le Vicomte de Bragelonne, où il est présenté comme un évêque vieillissant, il n'a pas de liaison mais il a l'appui de Fouquet et son grade de supérieur général de la compagnie de Jésus lui assurent un pouvoir suffisant. 
Aramis doit fuir en Espagne, non sans avoir causé la mort de Porthos en le persuadant de participer à ce complot : dans leur fuite devant les soldats du Roi, Porthos perd la vie enseveli par l'éboulement des rochers de Locmaria, à Belle-Île-en-Mer. Ce passage est particulièrement important, car il insinue qu'Aramis a pleuré pour la toute première fois de sa vie, en comprenant ce qu'il a fait.
Des années plus tard, Aramis, devenu duc et diplomate en Espagne, est pardonné par Louis XIV au nom des alliances politiques, et peut revenir librement à la cour de France. C'est le seul des quatre amis, dans le temps romanesque, à avoir survécu. Le Vicomte de Bragelonne se clôt ainsi par cette phrase mémorable : « Des quatre vaillants hommes dont nous avons raconté l'histoire, il ne restait plus qu'un seul corps : Dieu avait repris les âmes ».
Le personnage de Dumas (abbé d'Herblay) tout à la fois ambitionne une carrière dans l'Église et est le plus séducteur des mousquetaires. Dans Le Vicomte de Bragelonne, il devient évêque de Vannes, puis général des Jésuites.

## Le Dernier Amour d'Aramis
En 1993, un journaliste de L'Express, Jean-Pierre Dufreigne, a écrit un roman dans lequel il imagine la suite des aventures d'Aramis : Le Dernier Amour d'Aramis ou les Vrais Mémoires du chevalier René d'Herblay. Après avoir appris en 1673 la mort de D'Artagnan à Maastricht, l'évêque de Vannes organise trois messes funéraires : une pour chacun de ses trois regrettés amis. Puis frappé de cécité, il vit avec la femme qu'il aime et à qui il raconte des éléments méconnus de sa vie.

## Cinéma, télévision et théâtre

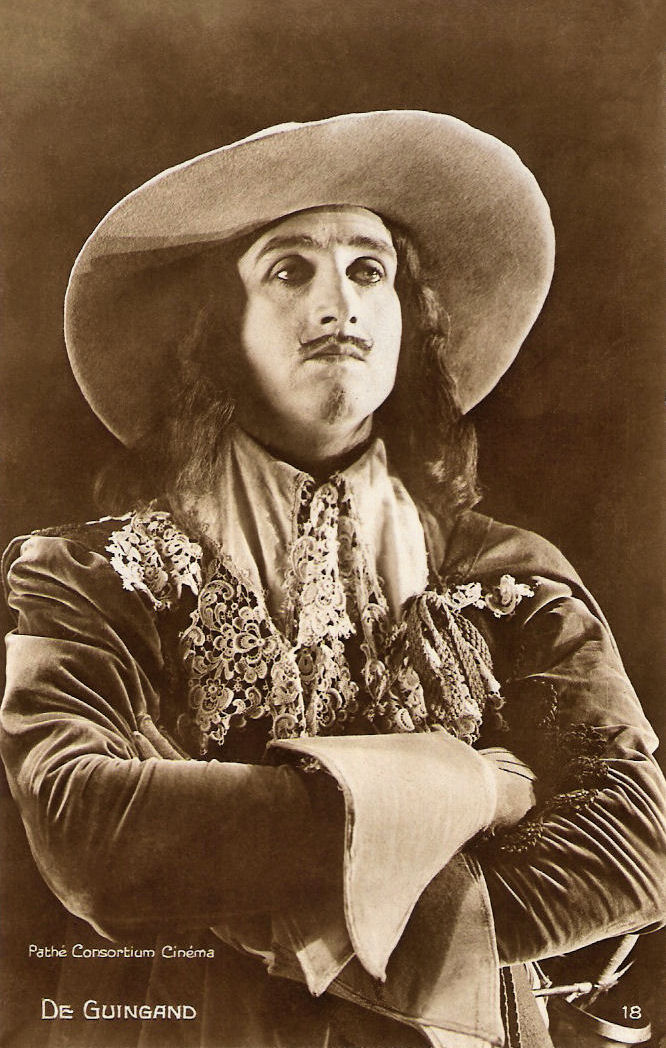
Pierre de Guingand interprétant Aramis dans Les Trois Mousquetaires, film d'Henri Diamant-Berger, sorti en 1921.

Le rôle d'Aramis est interprété par :
- Pierre de Guingand dans Les Trois Mousquetaires (film, 1921)
- Eugene Pallette dans Les Trois Mousquetaires (film, 1921)
- Jean-Louis Allibert dans Les Trois Mousquetaires (film, 1932)
- Onslow Stevens dans Les Trois Mousquetaires (film, 1935)
- Robert Coote dans Les Trois Mousquetaires (film, 1948)
- Jacques François dans Les Trois Mousquetaires (film, 1953)
- Hubert Noël dans Les Trois Mousquetaires (film, 1959)
- Jacques Toja dans Les Trois Mousquetaires (film, 1961)
- Adriano Amidei Migliano dans D'Artagnan (mini-série de Claude Barma 1969)
- Richard Chamberlain dans Les Trois Mousquetaires (film, 1973), On l'appelait Milady (1974) et Le Retour des Mousquetaires (1989)
- Serge Maillat dans D'Artagnan amoureux (mini-série de Yannick Andréi 1977 d'après le roman de Roger Nimier)
- Igor Staryguine dans D'Artagnan et les Trois Mousquetaires de Gueorgui Jungwald-Khilkevitch (1978)
- Charlie Sheen dans Les Trois Mousquetaires
- Sami Frey dans La Fille de d'Artagnan (1994)
- Jeremy Irons dans L'Homme au masque de fer (1998).
- Luke Evans dans Les Trois Mousquetaires (The Three Musketeers) (2011)
- Santiago Cabrera dans Les Mousquetaires (The Musketeers) adapté pour la BBC par Adrian Hodges (en) (2014-2016)
- Damien Sargue dans la comédie musicale Les Trois Mousquetaires, en 2017.
- Romain Duris dans le diptyque Les Trois Mousquetaires : D'Artagnan et Les Trois Mousquetaires : Milady de Martin Bourboulon (2023).

## Hommage
L'astéroïde (227962) Aramis, découvert en 2007, est nommé en son honneur.

### Bibliographie

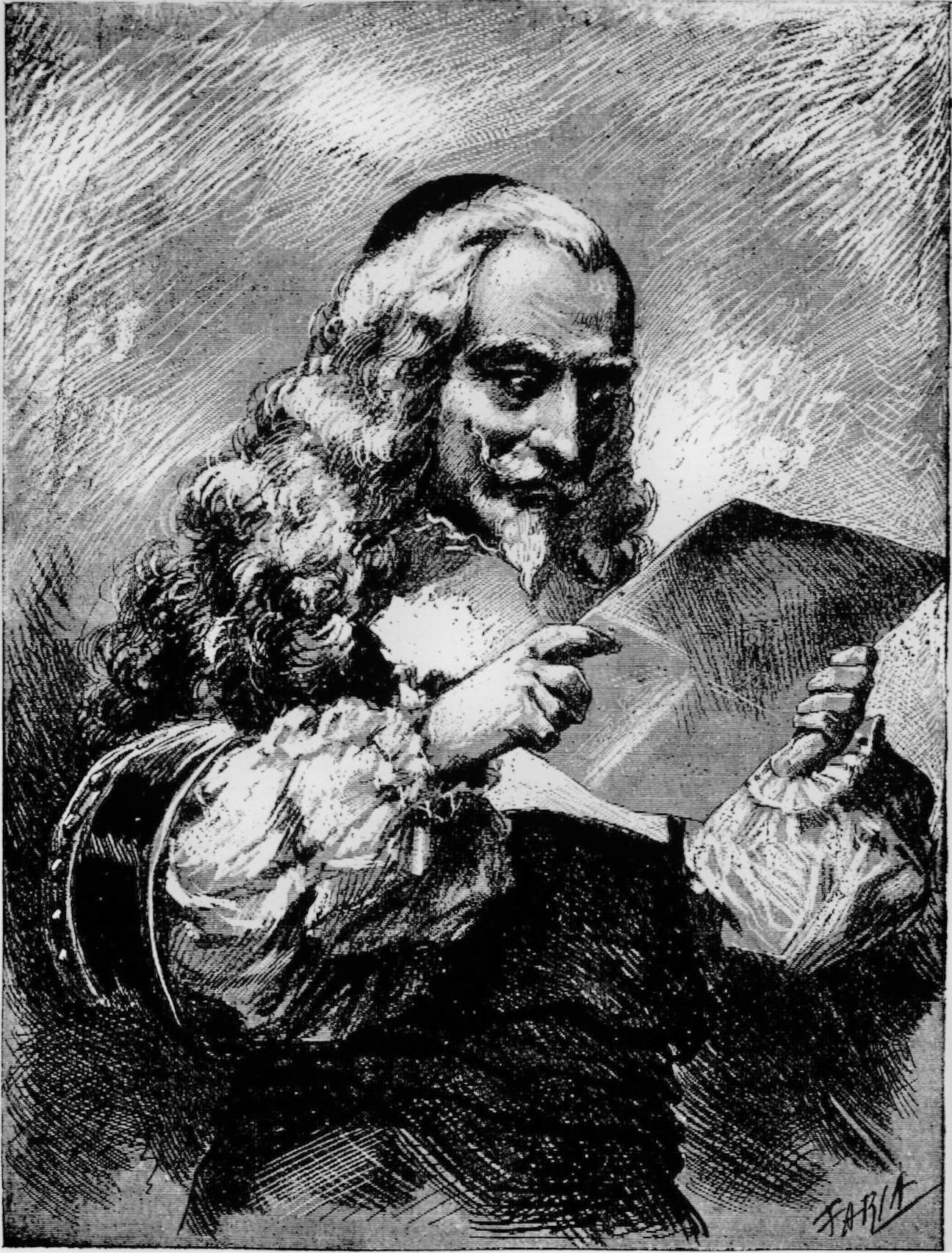
Aramis âgé, devenu duc d'Alameda et ambassadeur du roi d'Espagne à la fin du Vicomte de Bragelonne.
Illustration de Faria pour le roman de Paul Mahalin, Le fils de Porthos, pastiche dumassien publié en 1884.